# 5 Canada Square
Le 5 Canada Square est un immeuble de bureaux du quartier d'affaires de Canary Wharf, à Londres.
Haut de 88 mètres, il compte seize étages. Il a été conçu par Skidmore, Owings & Merrill et achevé en 2003.
Le siège européen de la Bank of America Securities se trouvait au 5 Canada Square, remplacé en 2008 par Bank of America Merrill Lynch